# 大紅湍号事件
大紅湍号事件 (テホンダンごうじけん、朝鮮語: 대홍단호 사건、英語: Dai Hong Dan incident) は、2007年10月29日に朝鮮民主主義人民共和国（北朝鮮）の貨物船である大紅湍号が、ソマリア沖で海賊に襲撃され、一時拿捕された事件である。翌日、北朝鮮船の船員とアメリカの駆逐艦が協力し、海賊を制圧した。

## 拿捕
事件が起きたのは、ソマリアの首都モガディシュから北西に70マイル (110 km)ほどの沖合である。ソマリア海賊の一団が、北朝鮮の貨物船大紅湍号に乗り込み、占拠した。北朝鮮側の資料によると、大紅湍号がモガディシュで積荷を降ろした際、7人のソマリア海賊が衛兵を装って船に潜り込み、22人の船員を操舵室や機関室に監禁した。そして船を沖に出すよう強要し、身代金として15,000米ドルを要求した。

## 鎮圧
翌日、大紅湍号からの遭難信号を受け取ったアメリカ駆逐艦「ジェームス・E・ウィリアムズ」が救援に向かい、SH-60BヘリコプターとVBSSチーム（海上強襲部隊）を派遣した。一方で大紅湍号でも、3人の船員が海賊に反抗し、武器を奪取した。後に船員がインタビューに答えたところによると、2人の船員が沖合で船を停止させ、調べに来た海賊に「エンジンが壊れた」と主張した。それで海賊の警戒が薄れたすきに、船員たちが海賊を圧倒し、武器を奪い取ったのだという。アメリカのヘリコプターも船員の戦闘を支援し、トランシーバーで海賊に降伏するよう警告を発した。たまたまアメリカ駆逐艦に朝鮮語を解する韓国系2世の乗組員がいたため、大紅湍号の乗組員と連絡を取ることができた。3時間半に及ぶ銃撃戦の末、船員側が海賊を制圧した。
海賊の内1人もしくは2人が殺害され、残りは逮捕された。うち3人は負傷していた。船員の内では6人が負傷し、うち3人は重傷だった。彼ら船員や捕虜となった海賊を治療するため、アメリカの医療要員が大紅湍号に乗り込んで手当てをした。また重傷を負っていた船員3人は、アメリカ駆逐艦に運ばれ治療を受けた。その後、アメリカ駆逐艦は彼ら負傷者を送り返し、大紅湍号を見送った。
大紅湍号はイエメンに立ち寄って数日間逗留し、その間に乗組員がメディアの取材を受けた。

## その後
アメリカ国務省報道官のショーン・マコーマックは、事件について「我々は責任ある国際的な諸海洋機関や諸条約の加盟国として我々の責務を果たし、公海上での遭難信号に対応したのです。」と説明した。
北朝鮮の国営通信社である朝鮮中央通信は、この事件についてアメリカに対し前例がないほど好意的な声明を発した。アメリカの支援に謝意を表するとともに、アメリカと北朝鮮の協力によって事件が解決されたと強調したのである。さらにこの事件が「テロとの闘いにおける」両国間の「協力の象徴」であるとも述べていた。
なおアメリカは1987年以来、北朝鮮をテロ支援国家に指定していた。ただ9月には、北朝鮮が洪水時のアメリカによる人道支援に感謝する声明を発していた。また7月に国内の原子炉の稼働を停止するなど核問題を解決する姿勢を見せ、それによりアメリカとの関係を改善しテロ支援国家指定を解除させる道を模索していた。アメリカや韓国もこうした北朝鮮の動きを「非常に協力的」だと評価していた。大紅湍号事件はそうした関係改善の兆しが生まれたさなかに発生した事件であった。アメリカ側も、11月2日に国務次官補で北朝鮮核問題をめぐるアメリカ代表派遣団団長のクリストファー・ヒルが大紅湍号事件について、アメリカ軍は善意のしるしとして北朝鮮船を助けたのだと述べた。この事件を機に北朝鮮はテロ支援国家指定解除プロセスの加速を目指し、翌2008年10月11日にアメリカが北朝鮮をテロ支援国家から除外するに至った。
韓国のメディアであるデイリーNKによれば、北朝鮮国内のメディアは大紅湍号事件を報じておらず、北朝鮮国民にも事件の存在自体が知らされていなかった。北朝鮮半国営の労働新聞は、11月3日にもアメリカが「南北朝鮮の調和、連帯、統一への主要な障害」であり、外交的には「平和」「和解」などの言葉を発しているが国内向けには「北朝鮮への侵略」を促している、などと従来通りアメリカを激しく非難する論調の記事を出していた。デイリーNKの取材を受けたある脱北者は、国内向けに強大な軍事力を誇示している北朝鮮にとって船員が海賊に捕らえられたと認めるのは恥であり、またアメリカの支援によって北朝鮮人が生還したと認めるとも考え難い、と分析している。